# Neder-Silezisch voetbalkampioenschap 1910/11
In 1910/11 werd het vijfde Neder-Silezisch voetbalkampioenschap gespeeld, dat georganiseerd werd door de Zuidoost-Duitse voetbalbond.
ATV Liegnitz werd kampioen en plaatste zich voor de Zuidoost-Duitse eindronde. De club werd meteen uitgeschakeld door DSV Posen. Ook het reserveteam van ATV nam deel aan de competitie en werd zelfs vicekampioen.

## Bezirksklasse
| Plaats | Club                    | Wed. | W | G | V | Saldo | Ptn |
| ------ | ----------------------- | ---- | - | - | - | ----- | --- |
| 1.     | ATV Liegnitz            | 4    | 4 | 0 | 0 | 17:5  | 8:0 |
| 2.     | ATV Liegnitz II         | 2    | 2 | 0 | 0 | 7:4   | 4:0 |
| 3.     | FC Viktoria 06 Liegnitz | 2    | 0 | 0 | 2 | 4:10  | 0:4 |
| 4.     | FC Blitz 03 Liegnitz    | 3    | 0 | 0 | 3 | 5:14  | 0:6 |

|  | Kampioen |